# Grotea
Grotea is een geslacht van insecten uit de orde vliesvleugeligen (Hymenoptera) en de familie Ichneumonidae.

## Soorten
- G. anguina Cresson, 1864
- G. athenae Slobodchikoff, 1970
- G. californica Cresson, 1879
- G. carara Gauld, 2000
- G. cortesi (Porter, 1989)
- G. chiloe (Porter, 1989)
- G. delicator (Thunberg, 1822)
- G. djinnae Gauld, 2000
- G. eburnea (Porter, 1989)
- G. fulva Cameron, 1886
- G. gayi (Spinola, 1851)
- G. gracillea Gauld, 2000
- G. lokii Slobodchikoff, 1970
- G. mexicana Cresson, 1874
- G. oneilli (Porter, 1989)
- G. perplexa Slobodchikoff, 1970
- G. superba Schmiedeknecht, 1907
- G. vanessae Gauld, 2000